# Долина Неоры (национальный парк)
Неора Вэлли или Национальный парк долины Неора (бенг. নেওরা ভ্যালি জাতীয় উদ্যান Neora Bhêli Jatio Uddan, непальск. नेउरा भेल्ली राष्ट्रीय उद्यान Neurā Bhelli Rāsṭriya Udyān) — национальный парк, расположенный в подокруге Калимпонг округа Дарджилинг, Западная Бенгалия, Индия. Он был основан в 1986 году. Он занимает площадь более 88 км² и является одной из богатейших биологических зон на северо-востоке Индии.

## География

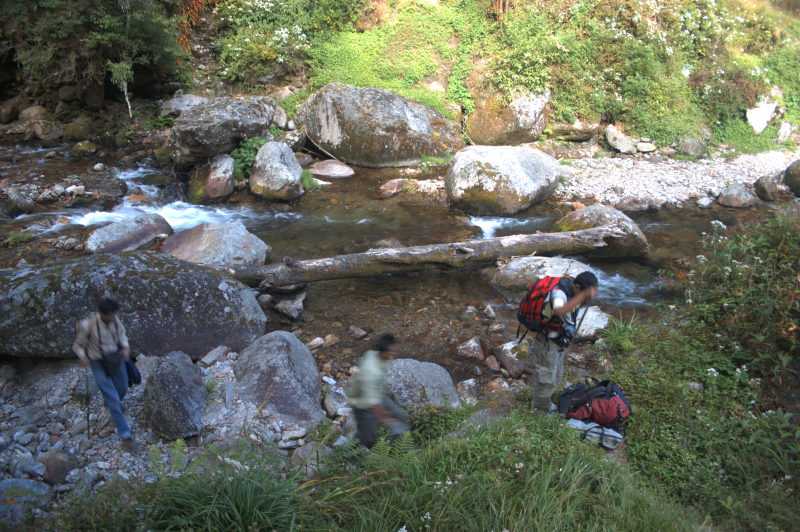
Река Неора

Леса Неора Вэлли имеет такой богатый растительный покров, что солнечные лучи с трудом достают до земли. Большая часть парка всё ещё недоступна, что делает его местом, полным приключений для любителей природы и путешественников, которые могут попытаться исследовать неизведанные земли в горах Калимпонга. Девственные природные леса, густые бамбуковые заросли, красочный полог деревьев рода рододендрон (Rhododendron), пышные зелёные долины, извилистые реки и ручьи на фоне заснеженных гор создают живописный пейзаж. Парк достигает высоты свыше 3200 метров на горе Речела Данда (англ. Rechela Danda), высшей точки национального парка, на границе Сиккима и Бутана. Река Неора является главной водной артерией для города Калимпонг.

## Флора

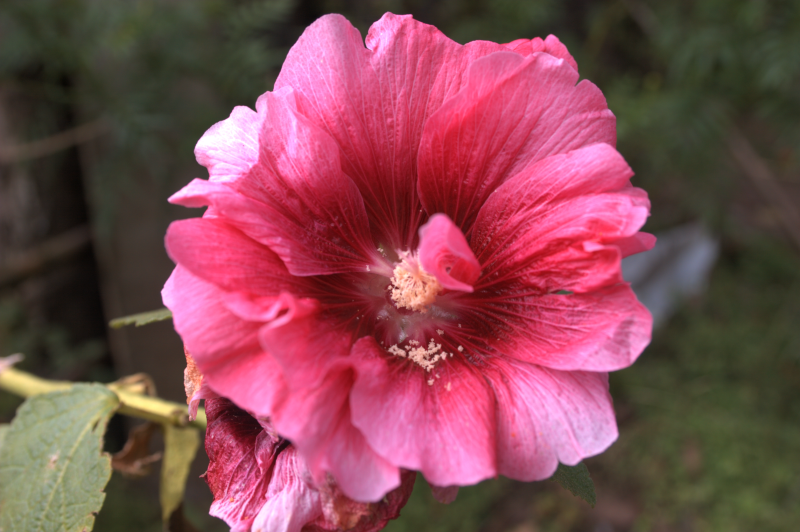
Цветок в парке

Долина реки Неора одна из немногих областей дикой природы в стране, поддерживает уникальную экосистему, где сочетаются тропические, субтропические, субумеренные и умеренные области, давая жизнь разнообразной флоре и фауне. Леса содержат смесь видов, в том числе рододендронов (rhododendron), бамбуковых (Bambusoideae), дубов (Quercus), папоротниковидных (Polypodiophyta) и сала (Shorea robusta). Также в долине растут многочисленные представители семейства орхидные.

## Фауна

### Млекопитающие
Фауна включает исчезающие виды, такие как дымчатый леопард (Neofelis nebulosa), малая панда (Ailurus fulgens) и кабарги (Moschus). Среди других видов леопард (Panthera pardus), 5 видов циветт (Viverra), белогрудый медведь (Ursus thibetanus), губач (Melursus ursinus), Кошка Темминка (Catopuma temminckii), кабан (Sus scrofa), бенгальская кошка (Prionailurus bengalensis), горалы (Nemorhaedus), серау (Capricornis), мунтжаки (Muntiacus), индийский замбар (Cervus unicolor), летяги (Petauristinae) и тары (Hemitragus).

### Птицы
Национальный парк является очень привлекательным местом для птиц. Полувечнозелёные леса между 1600 и 2700 метров служат приютом для нескольких редчайших видов птиц, в частности для таких видов, как Красногорлая кустарниковая куропатка (Arborophila rufogularis), трагопан-сатир (Tragopan satyra), дятел алогрудый (Dendrocopos cathpharius), дятел дарджилинский (Dendrocopos darjellensis), Малый блитов дятел (Blythipicus pyrrhotis), Бородатка золотогорлая (Megalaima franklinii), Ширококрылая кукушка (Cuculus fugax), Малая кукушка (Cuculus poliocephalus), бурая лесная неясыть (Strix leptogrammica), пепельный лесной голубь (Columba pulchricollis), горный плодоядный голубь (Ducula badia), Aviceda jerdoni, орёл-яйцеед (Ictinaetus malayensis), горный хохлатый орёл (Nisaetus nipalensis), краснозобый дрозд (Turdus ruficollis), мухоловка оранжевогорлая (Ficedula strophiata), белошейниковая мухоловка (Ficedula monileger), малиновка белобровая (Tarsiger indicus), малиновка белохвостая (Cinclidium leucurum), пеночковая синица (Sylviparus modestus), пёстрый настоящий бюльбюль (Pycnonotus striatus), тизия рыжеголовая (Tesia castaneocoronata), каштановоголовая пеночка (Seicercus castaniceps), черноголовая пеночка (Abroscopus schisticeps), чернолицая кустарница (Garrulax affinis), красноголовая кустарница (Garrulax erythrocephalus), красношейная кривоклювая тимелия (Pomatorhinus ruficollis), большая бесхвостая тимелия (Pnoepyga albiventer), малая бесхвостая тимелия (Pnoepyga pusilla), Stachyridopsis rufifrons, краснобрюхая сорокопутовая тимелия (Pteruthius rufiventer), тимелия рыжебрюхая сорокопутовая (Pteruthius flaviscapis), краснолобая сибия (Actinodura egertoni), Pseudominla castaneceps, коричневая сутора (Paradoxornis unicolor), цветосос огнегрудый (Dicaeum ignipectus), яркая острохвостая нектарница (Aethopyga ignicauda), шиферная завирушка (Prunella immaculata), непальская чечевица (Carpodacus nipalensis), красноголовый снегирь (Pyrrhula erythrocephala), золотоголовый вьюрок (Pyrrhoplectes epauletta).

### Разное

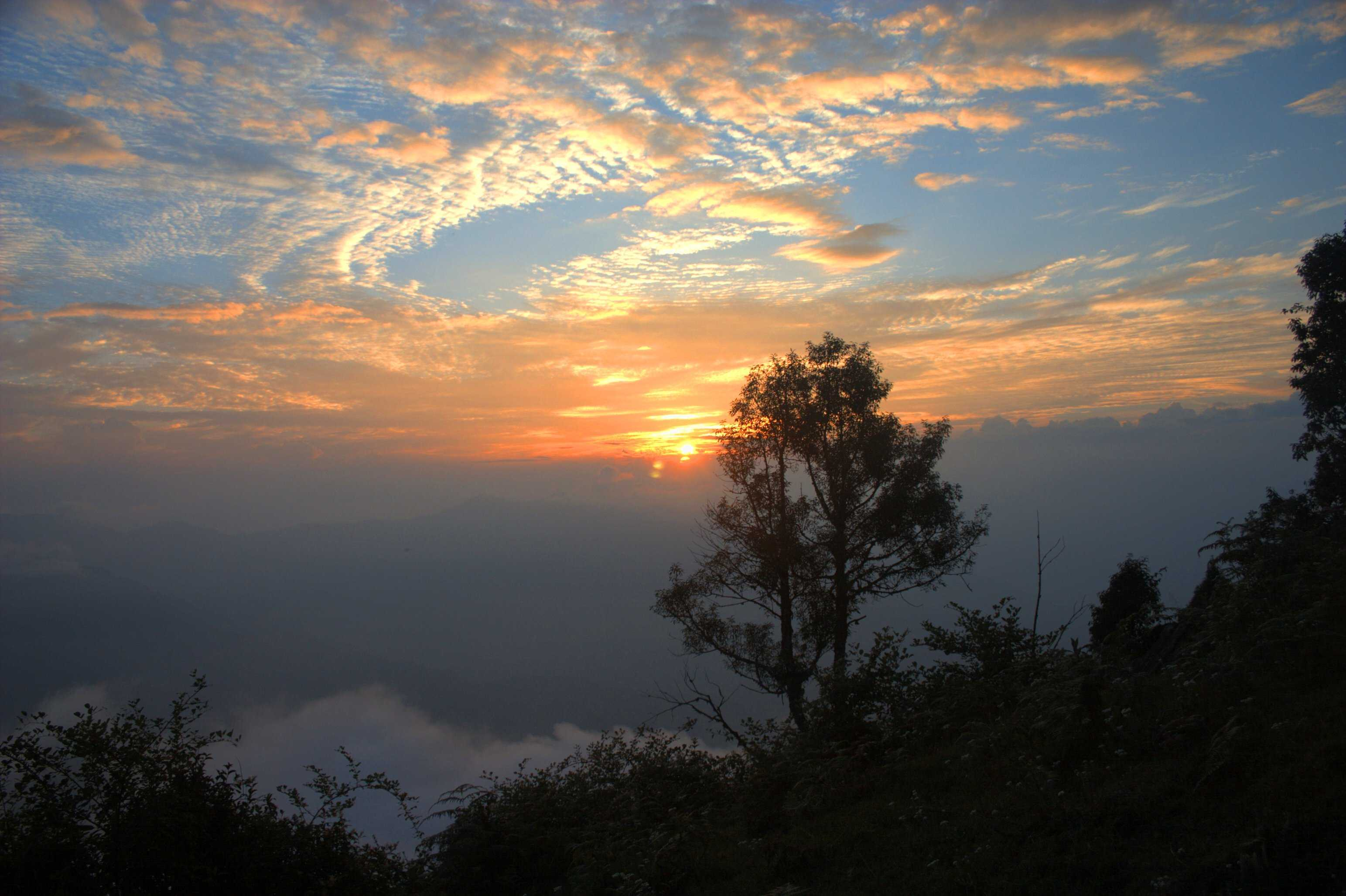
Рассвет над долиной реки Неора

Также в парке встречаются такие животные, как королевская кобра (Ophiophagus hannah), цейлонская куфия (Trimeresurus trigonocephalus), Scolecophidia, ящерицы (Lacertilia). Среди насекомых попадаются бабочки, моли, жуки, пчёлы, осы и цикады.

## Транспорт

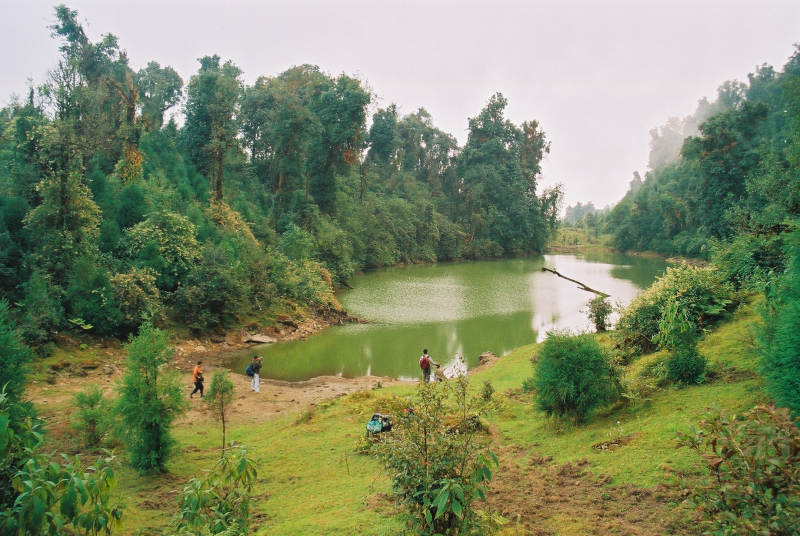
Озеро в долине реки Неора

Рядом с национальным парком находятся города Лава и Калимпонг. Ближайший аэропорт расположен на расстоянии 100 км в маленьком городке Багдогра, а ближайшая станция узкоколейки в Дарджилинге (30 км), а ширококолейки — в городе Нью-Джалпаигури (132 км).